# Circondario di Cuneo
Il circondario di Cuneo era uno dei circondari in cui era suddivisa la odierna Provincia di Cuneo.

## Storia
In seguito all'annessione della Lombardia dal Regno Lombardo-Veneto al Regno di Sardegna (1859), fu emanato il decreto Rattazzi, che riorganizzava la struttura amministrativa del Regno, suddiviso in province, a loro volta suddivise in circondari.
Il circondario di Cuneo fu creato come suddivisione della odierna provincia di Cuneo.
Nel 1860 vennero aggregati al circondario i comuni del mandamento di Tenda, già appartenenti al circondario di Nizza nella provincia omonima.
Con l'Unità d'Italia (1861) la suddivisione in province e circondari fu estesa all'intera Penisola, lasciando invariate le suddivisioni stabilite dal decreto Rattazzi.
Il circondario di Cuneo fu abolito, come tutti i circondari italiani, nel 1927, nell'ambito della riorganizzazione della struttura statale voluta dal regime fascista. Tutti i comuni che lo componevano rimasero in provincia di Cuneo.

## Geografia antropica

### Suddivisioni amministrative
Nel 1863, la composizione del circondario era la seguente:
- mandamento I di Borgo San Dalmazzo
  - comuni di Borgo San Dalmazzo; Rittana; Roccasparvera
- mandamento II di Boves
  - comune di Boves
- mandamento III di Busca
  - comuni di Busca; Tarantasca
- mandamento IV di Caraglio
  - comuni di Bernezzo; Caraglio
- mandamento V di Centallo
  - comune di Centallo
- mandamento VI di Chiusa di Pesio
  - comune di Chiusa di Pesio
- mandamento VII di Cuneo
  - comuni di Castelletto Stura; Cervasca; Cuneo; Vignolo
- mandamento VIII di Demonte
  - comuni di Demonte; Gaiola; Moiola; Valloriate
- mandamento IX di Dronero
  - comuni di Dronero; Roccabruna; Villar San Costanzo
- mandamento X di Fossano
  - comune di Fossano
- mandamento XI di Limone Piemonte
  - comuni di Limone Piemonte; Vernante
- mandamento XII di Peveragno
  - comuni di Beinette; Peveragno
- mandamento XIII di Prazzo
  - comuni di Acceglio; Canosio; Elva; Marmora; Prazzo; San Michele Prazzo; Ussolo
- mandamento XIV di Roccavione
  - comuni di Roaschia; Robilante; Roccavione
- mandamento XV di San Damiano Macra
  - comuni di Albaretto Valle di Macra; Alma; Cartignano; Celle di Macra; Lottulo; Paglieres; San Damiano Macra; Stroppo
- mandamento XVI di Tenda
  - comuni di Briga Marittima; Tenda
- mandamento XVII di Valdieri
  - comuni di Andonno; Entracque; Valdieri
- mandamento XVIII di Valgrana
  - comuni di Castelmagno; Montemale di Cuneo; Monterosso Grana; Pradleves; San Pietro Monterosso; Valgrana
- mandamento XIX di Villafalletto
  - comuni di Villafalletto; Vottignasco
- mandamento XX di Vinadio
  - comuni di Aisone; Argentera; Bersezio; Pietraporzio; Sambuco; Vinadio